# Raquel Andueza

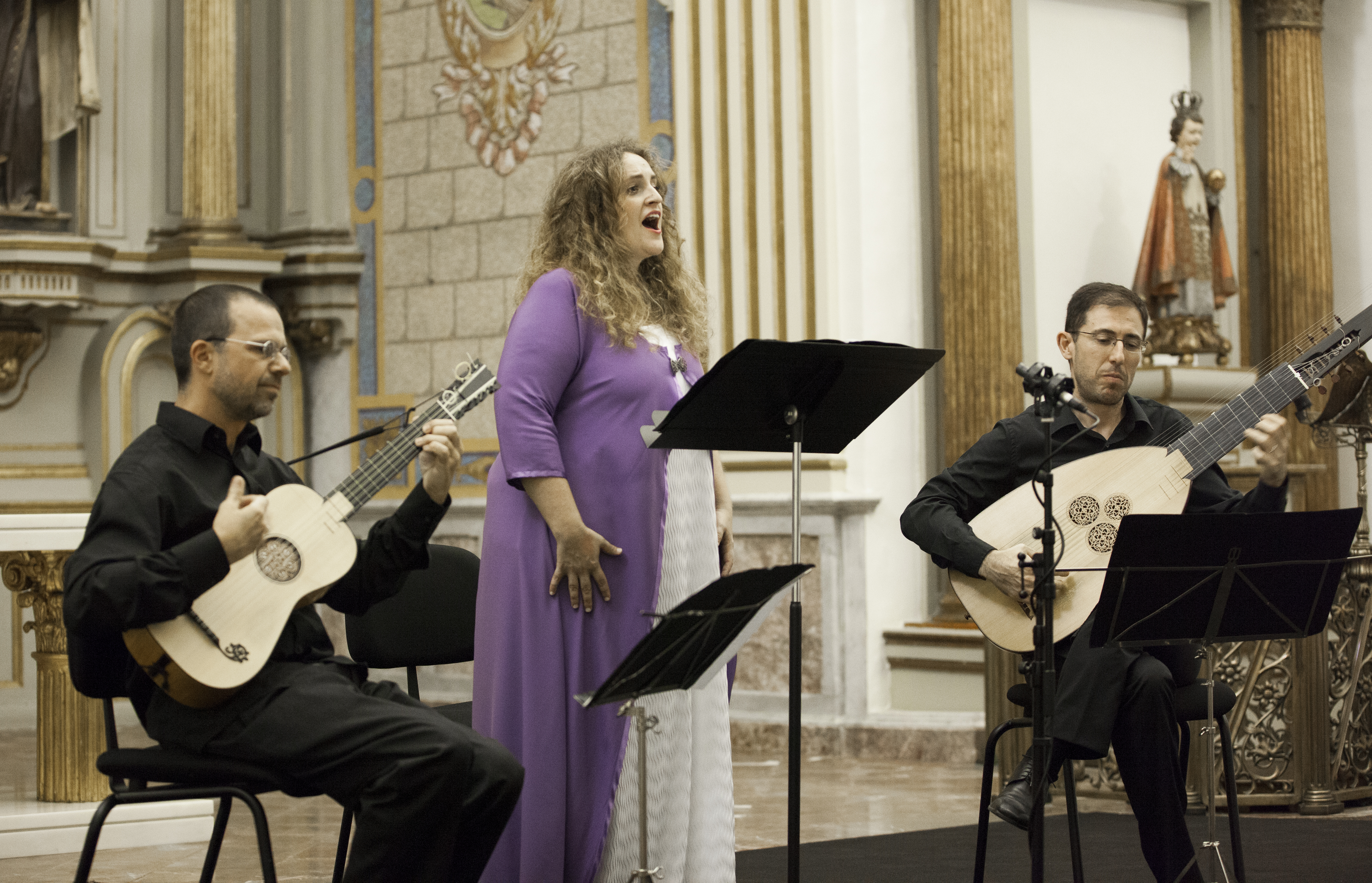
Raquel Andueza (Muziek Festival van San Sebastian)

Raquel Andueza is een Spaanse sopraan. Ze zingt vooral repertoire uit de barok.

## Opleiding
Ze groeide op in Pamplona en studeerde aan het conservatorium van Pamplona en aan de Guildhall School of Music and Drama in Londen.

## Carrière
In 2003 trad ze toe tot het vocale kwartet La Colombina. Nadien startte ze samen met theorbespeler Jesús Fernández Baena een duo. In 2010 richtte ze haar eigen ensemble op, La Galanía, dat optreedt in variabele bezettingen van twee tot twintig musici. Daarnaast treedt Raquel Andueza op met heel wat barokensembles zoals B'Rock Orchestra en Al Ayre Español. Sedert 2009 is ze een van de vaste zangeressen van L'Arpeggiata. In 2010 startte ze haar eigen cd-label Anima e Corpo, waarop tot dusver (december 2013) drie cd's verschenen. In januari 2014 werden opnames gemaakt voor een vierde cd.

## Repertoire
Raquel Andueza legt zich voornamelijk toe op het barokrepertoire. Haar opnames bevatten in hoofdzaak werk van Italiaanse en Spaanse componisten uit de zeventiende en achttiende eeuw, onder wie onder meer Claudio Monteverdi. Regelmatig verkent ze daarbij ook onbekend werk van Italiaanse en Spaanse componisten.